# إبراهيم عبد الحميد (مصارع)
إبراهيم عبد الحميد مصارع مصري تنافس في دورة الألعاب الأولمبية الصيفية 1948.

## روابط خارجية
- إبراهيم عبد الحميد على موقع أوليمبيديا (الإنجليزية)